# سينمانات
بلدية سينتمينات (بالكاتالانية: Sentmenat) هي إحدى بلديات مقاطعة برشلونة، والتي تقع في منطقة كاتالونيا، شرق إسبانيا.
يبلغ عدد سكانها 7.376 نسمة وفقاً لإحصائية سنة (2007).